# Ladies Championship Gstaad 2016 - Qualificazioni singolare
Le qualificazioni del singolare del Ladies Championship Gstaad 2016 sono state un torneo di tennis preliminare per accedere alla fase finale della manifestazione. Le vincitrici dell'ultimo turno sono entrate di diritto nel tabellone principale. In caso di ritiro di una o più giocatrici aventi diritto a queste sono subentrati le lucky loser, ossia le giocatrici che hanno perso nell'ultimo turno ma che avevano una classifica più alta rispetto alle altre partecipanti che avevano comunque perso nel turno finale.

## Teste di serie
1. Mandy Minella (qualificata)
2. Elise Mertens (primo turno)
3. Sara Sorribes Tormo (qualificata)
4. Océane Dodin (ritirata)
5. Amra Sadiković (qualificata)
6. Barbara Haas (qualificata)

1. Alizé Lim (ultimo turno)
2. Amandine Hesse (primo turno)
3. Virginie Razzano (ritirata)
4. Ons Jabeur (qualificata)
5. Jesika Malečková (primo turno)
6. Fiona Ferro (primo turno)

## Qualificate
1. Mandy Minella
2. Ons Jabeur
3. Sara Sorribes Tormo

1. Claire Feuerstein
2. Amra Sadiković
3. Barbara Haas

## Tabellone

### Legenda
| - Q = Qualificato - WC = Wild card - LL = Lucky loser | - ALT = Alternate - SE = Special Exempt - PR = Protected Ranking | - w/o = Walkover - r = Ritirato - d = Squalificato |

### Sezione 1
|  | 1º turno | 1º turno               | 1º turno               | 1º turno | 1º turno |  |  | 2º turno      | 2º turno      | 2º turno      | 2º turno | 2º turno |  |
|  |          |                        |                        |          |          |  |  |               |               |               |          |          |  |
|  | 1        | Mandy Minella          | Mandy Minella          | 6        | 6        |  |  |               |               |               |          |          |  |
|  |          | Aleksandrina Najdenova | Aleksandrina Najdenova | 1        | 2        |  |  | Mandy Minella | Mandy Minella | Mandy Minella | 6        | 6        |  |
|  |          | Jil Teichmann          | Jil Teichmann          | 6        | 6        |  |  | Jil Teichmann | Jil Teichmann | Jil Teichmann | 4        | 3        |  |
|  | 8        | Amandine Hesse         | Amandine Hesse         | 4        | 2        |  |  |               |               |               |          |          |  |

### Sezione 2
|  | 1º turno | 1º turno               | 1º turno               | 1º turno | 1º turno |  |  | 2º turno               | 2º turno               | 2º turno | 2º turno | 2º turno |  |
|  |          |                        |                        |          |          |  |  |                        |                        |          |          |          |  |
|  | 2        | Elise Mertens          | Elise Mertens          | 5        | 3        |  |  |                        |                        |          |          |          |  |
|  |          | Kathinka von Deichmann | Kathinka von Deichmann | 7        | 6        |  |  | Kathinka von Deichmann | Kathinka von Deichmann | 4        | 7        | 3        |  |
|  |          | Andrea Gámiz           | Andrea Gámiz           | 5        | 1        |  |  | Ons Jabeur             | Ons Jabeur             | 6        | 6        | 6        |  |
|  | 10       | Ons Jabeur             | Ons Jabeur             | 7        | 6        |  |  |                        |                        |          |          |          |  |

### Sezione 3
|  | 1º turno | 1º turno            | 1º turno            | 1º turno | 1º turno |  |  | 2º turno            | 2º turno            | 2º turno            | 2º turno | 2º turno |  |
|  |          |                     |                     |          |          |  |  |                     |                     |                     |          |          |  |
|  | 3        | Sara Sorribes Tormo | Sara Sorribes Tormo | 6        | 6        |  |  |                     |                     |                     |          |          |  |
|  |          | Julia Grabher       | Julia Grabher       | 3        | 2        |  |  | Sara Sorribes Tormo | Sara Sorribes Tormo | Sara Sorribes Tormo | 6        | 6        |  |
|  |          | Tamara Korpatsch    | Tamara Korpatsch    | 6        | 6        |  |  | Tamara Korpatsch    | Tamara Korpatsch    | Tamara Korpatsch    | 1        | 1        |  |
|  | 12       | Fiona Ferro         | Fiona Ferro         | 4        | 4        |  |  |                     |                     |                     |          |          |  |

### Sezione 4
|  | 1º turno | 1º turno          | 1º turno          | 1º turno | 1º turno |  |  | 2º turno          | 2º turno          | 2º turno          | 2º turno | 2º turno |  |
|  |          |                   |                   |          |          |  |  |                   |                   |                   |          |          |  |
|  | Alt      | Ekaterina Yashina | Ekaterina Yashina | 0        | 0        |  |  |                   |                   |                   |          |          |  |
|  | WC       | Xenia Knoll       | Xenia Knoll       | 6        | 6        |  |  | Xenia Knoll       | Xenia Knoll       | Xenia Knoll       | 3        | 3        |  |
|  | PR       | Claire Feuerstein | Claire Feuerstein | 6        | 7        |  |  | Claire Feuerstein | Claire Feuerstein | Claire Feuerstein | 6        | 6        |  |
|  | 11       | Jesika Malečková  | Jesika Malečková  | 3        | 5        |  |  |                   |                   |                   |          |          |  |

### Sezione 5
|  | 1º turno | 1º turno         | 1º turno         | 1º turno | 1º turno |  |  | 2º turno         | 2º turno         | 2º turno         | 2º turno | 2º turno |  |
|  |          |                  |                  |          |          |  |  |                  |                  |                  |          |          |  |
|  | 5        | Amra Sadiković   | 6                | 4        | 6        |  |  |                  |                  |                  |          |          |  |
|  | WC       | Tess Sugnaux     | 2                | 6        | 4        |  |  | Amra Sadiković   | Amra Sadiković   | Amra Sadiković   | 6        | 0        |  |
|  |          | Ljudmyla Kičenok | Ljudmyla Kičenok | 2        | 2        |  |  | Virginie Razzano | Virginie Razzano | Virginie Razzano | 2        | 0r       |  |
|  | 9        | Virginie Razzano | Virginie Razzano | 6        | 6        |  |  |                  |                  |                  |          |          |  |

### Sezione 6
|  | 1º turno | 1º turno        | 1º turno        | 1º turno | 1º turno |  |  | 2º turno     | 2º turno     | 2º turno | 2º turno | 2º turno |  |
|  |          |                 |                 |          |          |  |  |              |              |          |          |          |  |
|  | 6        | Barbara Haas    | Barbara Haas    | 6        | 6        |  |  |              |              |          |          |          |  |
|  |          | Stephanie Vogt  | Stephanie Vogt  | 2        | 3        |  |  | Barbara Haas | Barbara Haas | 6        | 1        | 7        |  |
|  |          | Nadežda Kičenok | Nadežda Kičenok | 1        | 2        |  |  | Alizé Lim    | Alizé Lim    | 2        | 6        | 5        |  |
|  | 7        | Alizé Lim       | Alizé Lim       | 6        | 6        |  |  |              |              |          |          |          |  |